# Jan III (syryjsko-prawosławny patriarcha Antiochii)
Jan III (ur. ?, zm. 3 stycznia 873) – w latach 846–873 54. syryjsko-prawosławny Patriarcha Antiochii. 